# U Sagittae
U Sagittae är en dubbelstjärna och kortperiodisk förmörkelsevariabel av Algol-typ (EA/DS) i stjärnbilden Pilen. 
Stjärnan har en magnitud mellan 6,45 och 9,28 med en period av 3,38061933 dygn.